# Jacopo Bracelli
Jacopo Bracelli (1390-1466) fue un historiador y canciller de la República de Génova.
Pedro Pablo Vergerio uno de los mejores literatos, compuso con elegancia la historia de los Carrareses. Benvenuto de San Giorgio, descendiente de los condes de Biandrate, insertó muy buenos documentos en la de Montferrato. Ya hemos hablado en otra parte de Platina, historiador de Malta. Además de los continuadores de Caffaro, alaba Génova a Juan Bracelli de Sarzana, que sin ostentación ni aparatos retóricos escribió en buen latín los sucesos desde 1412 al 44, con excelentes datos, como canciller que era de la República. ("Historia universal:..." de Cesare Cantù, Madrid: imprenta Gaspar y Roig, 1865, Tomo IV)

## Biografía
Bracelli nace en Sarzana pequeña villa de Liguria, y fue doctor en derecho civil y derecho canónico entonces bajo dominación de la República de Génova, prefiriendo a una oferta del papa Nicolás V, su compatriota, quien le ofreció el empleo de secretario, una vida tranquila y laboriosa.
Su desinterés de la oferta Papal fue recompensada por Génova, que le nombraron canciller de su República, y fue enviado a tratar con el papa Eugenio IV y la República de Florencia, para pedirle ayuda contra Filippo Maria Visconti, duque de Milán.
Como historiador dejó escritas diversas obras, siendo remarcable una historia de la guerra de los genoveses habían sostenido contra Alfonso V de Aragón, comenzando en 1412 y finalizando en 1444, de suerte que habla de acontecimientos del que fue testigo de la "La guerra hispana", opinando Philippe Béroalde (1453-1505), nacido en Bolonia de una familia noble, quien profesa las Buenas Letras y purgo el latín de barbarismos, componiendo obras en prosa y verso, mas se aplicó a publicar a autores clásicos griegos y latinos, con sus Comentarios, que el estilo de la obra de Bracelli tiene como modelo los "Comentarios de Julio César", y sus obras fueron publicadas por Agustín Justiniani, Genes y París, y después fue a Roma.
Por otra parte, algunas de sus obras fueron recogidas en el primer tomo de "Recueil des antiquitates" de J.G Graevius, y uno de sus opúsculos en la obra de Jean Mabillon , "Iter Italicum litterarium", y en 1667 Raphael Soprani publicó "Loselogios de los ilustres hombres de Liguria y los de la ciudad de Génova" y en el mismo año dio el primer tomo sobre el mismo asunto Miguel Justiniani, en cuya materia sobresalieron estos dos autores junto a las obras de Huberto Flogera y Jacopo Bracelli.

## Obras
- De bello Hispano, libri V, Milán, 1477.
- De bello hispaniensi, Roma, 1573
- De claris Genuensibus libellus
- Descriptio Liguriae
- Epistolarum liber
- Diploma, mirae antiquitatis tabella in agro Genuensi reperta
- De praecipuis Genuensis urbis familiis
- Ortus delitiarum